# Walpole (Nova Kaledonija)
Walpole (fra. Île de Walpole) je mali i nenaseljeni francuski otok, 180 km istočno od Nove Kaledonije u južnom Pacifiku. Iako je geografski dio otočja Îles Loyauté, administrativno pripada općini Île-des-Pins u Novoj Kaledoniji.

## Povijest
Postoje dokazi da je otok imao pretpovijesne stanovnike. Grobovi, oruđe od školjki i kosti, kao i kameni biljezi ukazuju na prisutnost stalnog stanovništva u nekom trenutku. Otok je tema nekoliko usmenih predaja s Maréa i Île des Pinesa, dva najbliža naseljena otoka. Nagađanja među nadzornicima rudarske operacije Guano sugerirala su da su brodolomi ili drugi brodolomci također živjeli na otoku. Za otkriće otoka 1794. zaslužan je britanski kapetan Butler koji ga je nazvao po svom brodu Walpole.
Od 1910. do 1936., na otoku se vadio guano, a oko 150 000 tona izvezeno je na Novi Zeland.
Otok posjećuju samo znanstvene prirodoslovne istraživačke misije.

## Geografija
Kao najistočniji otok otočnog luka Îles Loyauté, Walpole se nalazi 180 km istočno od Nove Kaledonije. Duga je 4 km u sjever–jug, a široka 0.5 - 1 km, s površinom od oko 2 km2.
Walpole je koraljni otok vulkanskog porijekla. Tijekom posljednjih ciklusa glacijacije, otok je bio potopljen i izdigao se nekoliko puta, stvarajući koraljni pokrov. Otok je obrubljen liticama koje erodiraju. Na istočnoj obali je uska ravnica. Otok nema izvora površinske slatke vode.

## Važno područje za ptice
Otok je BirdLife International prepoznao kao važno područje za ptice (IBA) jer podržava razmnožavanje populacija smeđih bluna (Sula leucogaster), crvenotrbih voćarica (Ptilinopus greyi) i melanezijskih monarha (Myiagra caledonica).

## Galerija
- Privjetrinska istočna obala.
- Zavjetrinska zapadne obale.
- Zapadna obala, srušeni koraljni blokovi.
- Zavjetrinska zapadne obale.

## Vanjske poveznice
|  | Zajednički poslužitelj ima još gradiva o temi Walpole (Nova Kaledonija) |